# Замежниця
Заме́жниця (рос. Замежница) — присілок у складі Юр'янського району Кіровської області, Росія. Входить до складу Підгорцівського сільського поселення.
Населення становить 21 особа (2010, 37 у 2002).
Національний склад станом на 2002 рік — росіяни 94 %.